# Орден Южного Креста
Национальный орден Южного Креста (порт. Ordem Nacional do Cruzeiro do Sul) — высшая государственная награда Бразилии.

## История
Первоначально орден был учреждён 1 декабря 1822 года императором Педру I в день его коронации как «Орден Креста». После провозглашения республики, в соответствия с декретом от 24 февраля 1891 года, орден, будучи наградой империи, перестал существовать.
Второе рождение ордена состоялось 5 декабря 1932 года в соответствии с решением Президента Бразилии Жетулиу Варгаса. Орден был переучреждён как государственная награда за гражданские заслуги.

## Статут

### Степени
Орден имеет пять степеней и особую степень — цепь ордена.
- Цепь ордена — зарезервирована за главами государств.
- Большой крест — знак ордена на плечевой ленте, звезда
- Великий офицер — знак ордена на шейной ленте, звезда
- Командор — знак ордена на шейной ленте
- Офицер — знак ордена на нагрудной колодке с розеткой
- Кавалер — знак ордена на нагрудной колодке

### Описание
Знак ордена по своему внешнему виду походит на знак французского ордена Почётного легиона.
Знак ордена имеет пять зубцов типа «ласточкиного хвоста» покрытых белой эмалью с золотыми шариками на концах, наложенных на две ветви: кофейного дерева и табака. В центре медальон голубой эмали с изображением созвездия Южный Крест. Медальон окружён каймой с надписью: «BENEMERENTIUM PRǼMIUM».
Знак ордена при помощи переходного звена в виде венка из ветвей кофейного дерева и табака подвешен к орденской цепи, состоящей из звеньев в виде пятиконечных звёзд белой эмали и ветвей кофейного дерева и табака, покрытых эмалью зелёного цвета.
Звезда ордена представляет собой увеличенный знак ордена, между зубцами которого золотые пучки лучей. Ветви отсутствуют.

## Галерея
- Звёзды ордена периода империи (вверху) и республики (внизу)
- Королева Великобритании Елизавета II с инсигниями ордена Южного Креста (7 марта 2006 года)